# Új Művészet
Új Művészet (1990 óta) Művészeti folyóirat, alapító és főszerkesztő Sinkovits Péter. Székhely: Budapest. Kiadója az Új Művészet Alapítvány.
Periodicitás: havonként.

## Szerkesztők, munkatársak
Vezető szerkesztők: Pataki Gábor, Rudolf Anica, rovatvezetők: Lóska Lajos, Muladi Brigitta. Fotós: Berényi Zsuzsa.

## Tartalmáról
A képzőművészeti kultúra kortárs eseményeivel foglalkozik elsősorban, összefüggésben a teljes 20. század s a régi korok kiemelkedő stílusirányzataival. Művészeti és kritikai folyóirat, de nem függetleníti magát a képzőművészeti közélet problémáitól. A képzőművészeti értékrend körül szerveződik mondanivalója éppen úgy, mint a közeli múlt számos retrospektív képzőművészeti kiállítása, köztük Csontváry Kosztka Tivadar, Szinyei Merse Pál, a Nagybányai művésztelep, Rippl-Rónai József, Székely Bertalan munkái.
A kiállításokról írt elemzések méltán szerepelnek a folyóirat értékei közt. Közelkép című rovatukban az 1970-es évek Iparterv kiállításokkal nyitó szerzőit mutatták be, köztük Bak Imre, Nádler István, s nem maradhatott ki a szürrealisztikus Csernus Tibor vagy a neoavantgárd Molnár Sándor, stb. Miközben a lap elsősorban a magyar képzőművészeti eseményeket követi, nem felejtkezik el a nagyvilágról sem, figyelemének köréből nem marad ki a velencei biennálé, a Berlini Biennále, a Documenta vagy a nagy művészeti vásárok eseményei (Bázel, Köln, Párizs, Madrid, Chicago, Moszkva, stb.). Az aukciókat, s egyes műtárgyak sorsát is nyomon követik.
Ösztönözik a fiatal alkotókat esszék írására, ezért alapították a legjobb esszéért járó díjat 1991-ben. Ezen díjat már többször is kiosztották.